# Solmaris solmaris
Solmaris solmaris är en nässeldjursart som först beskrevs av Gegenbaur 1856.  Solmaris solmaris ingår i släktet Solmaris och familjen Solmarisidae. Inga underarter finns listade i Catalogue of Life.